# Лаическа анализа
Лаическата анализа е психоанализа извършвана от някой, който не е обучаван за лекар; човек, който извършва такава анализа е лаически аналитик (не е точно да се каже любител, нито непрофесионалист).
През 1938 Американската психоаналитична асоциация формално започва да ограничава членството в асоциацията до лекари, които първо са се специализирали в психиатрия и впоследствие минават обучителна анализа в (тогава европейския) психоаналитичен институт. Въпреки тази политика, АПА дава разрешителни през следващите години на редица личности; сред тях са Ерик Ериксън и Дейвид Рапапорт.
Зигмунд Фройд е по-отворен към признаването на тези, които не са лекари за свързани с психоанализата; Теодор Райк е такъв виден аналитик. Според гледната точка на Фройд психоанализата може да си има свое професионално поле и стандарти, които са независими от медицината. Фройд вижда психоанализата като „професия на лаически лекуващи на души, които не е нужно да бъдат лекари и също така свещеници.“ Тази нова употреба на „лаически“ (да включва и не лекари) е произхода на термина „лаическа анализа“.